# La Vergatunnel
De La Vergatunnel (Spaans: Túnel la Verga) is een tunnel voor het wegverkeer op de Spaanse autosnelweg GC-1 in de gemeente Mogán, in het zuiden van Gran Canaria. De La Vergatunnel bestaat uit twee tunnelkokers, de noordelijke tunnelkoker is 356 m lang, de zuidelijke tunnelkoker is 367 m lang. De tunnel ligt ten zuidoosten van de Balitotunnel en ten noordwesten van de Pino Secotunnel.
Adolfo Cañastunnel · Balitotunnel · Candelariatunnel · El Galeóntunnel · El Lechugaltunnel · El Salvajetunnel · Ingeniero Julio Luengotunnel · La Vergatunnel · Los Frailestunnel · Mogántunnel · Montañetotunnel · Motor Grandetunnel · Pico Vientotunnel · Piedra Santatunnel · Pino Secotunnel · Puerto Ricotunnel · Sabinaltunnel · Salto del Negrotunnel · Santo Domingotunnel · Tauritotunnel · Taurotunnel · Tiritañatunnel